# Пуришкевич Володимир Митрофанович
Володи́мир Митрофа́нович Пуришке́вич (рос. Владимир Митрофанович Пуришкевич); (12 (24) серпня 1870, Кишинів, Бессарабія — 1920 Новоросійськ) — російський праворадикальний політик українського походження, один з лідерів чорносотенних організацій — «Союзу російського народу», «Союзу архангела Михайла». Депутат Державної думи II—IV скликання, один з організаторів та учасників вбивства Григорія Распутіна.

## Життєпис
Народився в Бессарабії в багатій поміщицькій родині українського походження. Закінчив історико-філологічний факультет Новоросійського університету в Одесі. Після закінчення університету повернувся до Бессарабії, де спочатку працював в повітовій канцелярії предводителя дворянства, а потім став почесним мировим суддею, почесним опікуном гімназії. У 1897—1900 рр. обіймав посаду голови земської управи повіту. У 1900 р. він переїхав до Санкт-Петербургу, і в 1904 р. став чиновником з особливих доручень при міністрові внутрішніх справ Плеве, у 1906 р. пішов зі служби.
Був обраний депутатом від Бессарабськой губернії у II Державну думу. Ораторські здібності в думі зажили йому слави — часто виступав з таких питань, як внутрішня політика, аграрні питання, та національний устрій. Був прихильником русифікації та обмежень в правах неросійських народів. Пуришкевич був одним з організаторів чорносотенної організації «Союз російського народу», був заступником голови цієї організації, займався фінансовими питаннями. З часом в цій організації почалися конфлікти та боротьба за владу між Пуришкевичем та головою Союзу Дубровіним. У 1907 р. покинув посаду в «Союзі російського народу» та у лютому 1908 р. з його прибічниками створив нову чорносотенну організацію «Союз російського народу імені архангела Михаїла». За пропозицією князя Юсупова брав участь у вбивстві Григорія Распутіна в ніч з 16 на 17 грудня 1916 р. Під час вбивства застрелив колишнього монаха з пістолета, коли поранений Распутін намагався втекти.
Після жовтневого перевороту 1917 р. виступив проти радянської влади. Був арештований новою владою та підданий суду, як член монархічної організації. У березні 1918 був засуджений до 4 років примусових робіт, але по амністії вже в травні був звільнений. Пізніше брав участь у боротьбі проти радянської влади, разом з армією Денікіна знаходився на півдні, пізніше в Криму. У Новоросійську захворів на тиф і в лютому 1920 р. помер.